# Alan Charles Kors
Alan Charles Kors  (Jersey City, 18 de julho de 1943) é professor de História na Universidade da Pensilvânia, onde ensina história intelectual europeia dos séculos XVII e XVIII, especialmente iluminismo francês. Escreve também sobre liberdade de expressão e liberdade acadêmica.